# United Overseas Bank

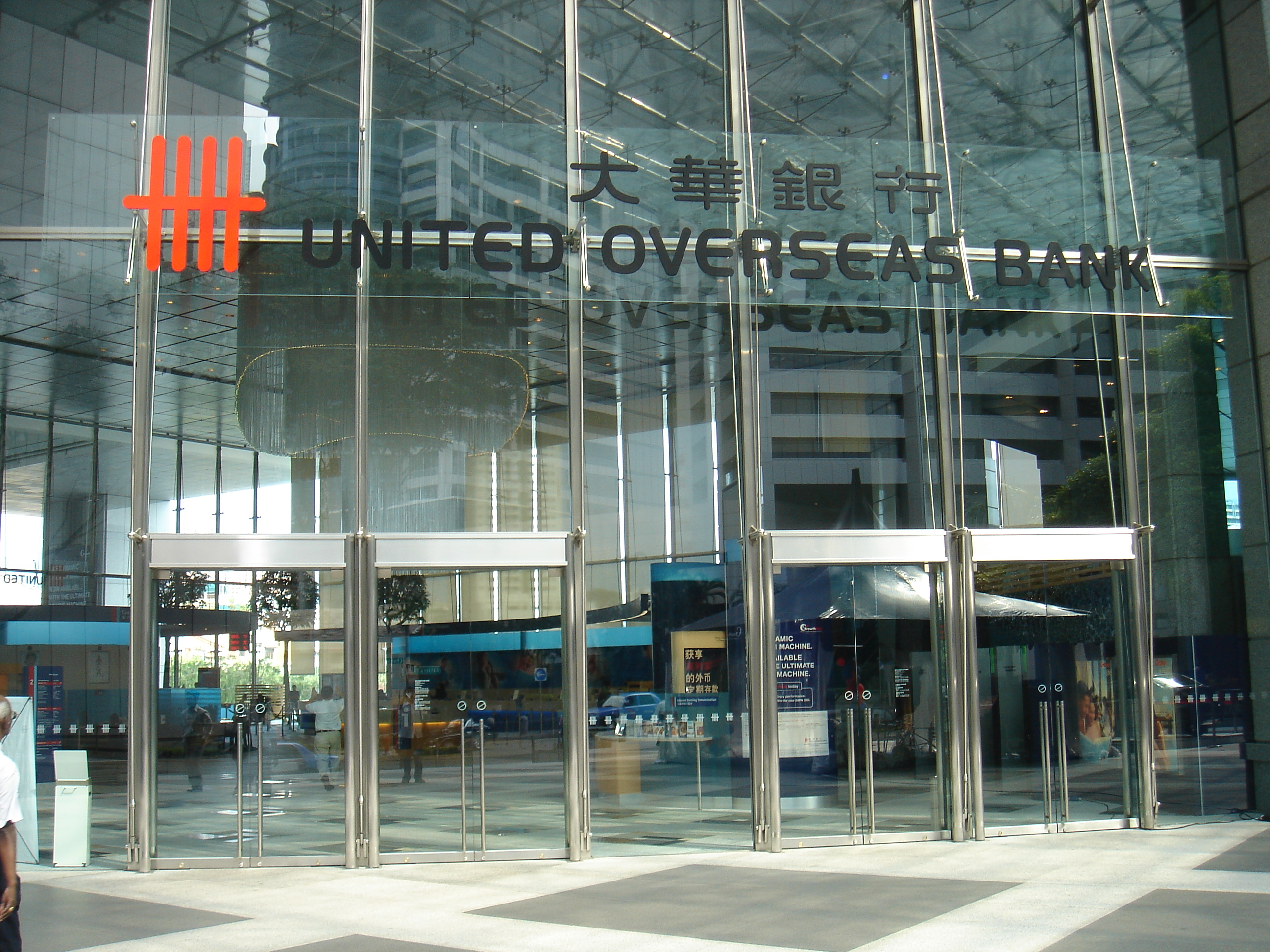
United Overseas Bank, UOB Plaza Geschäftsstelle

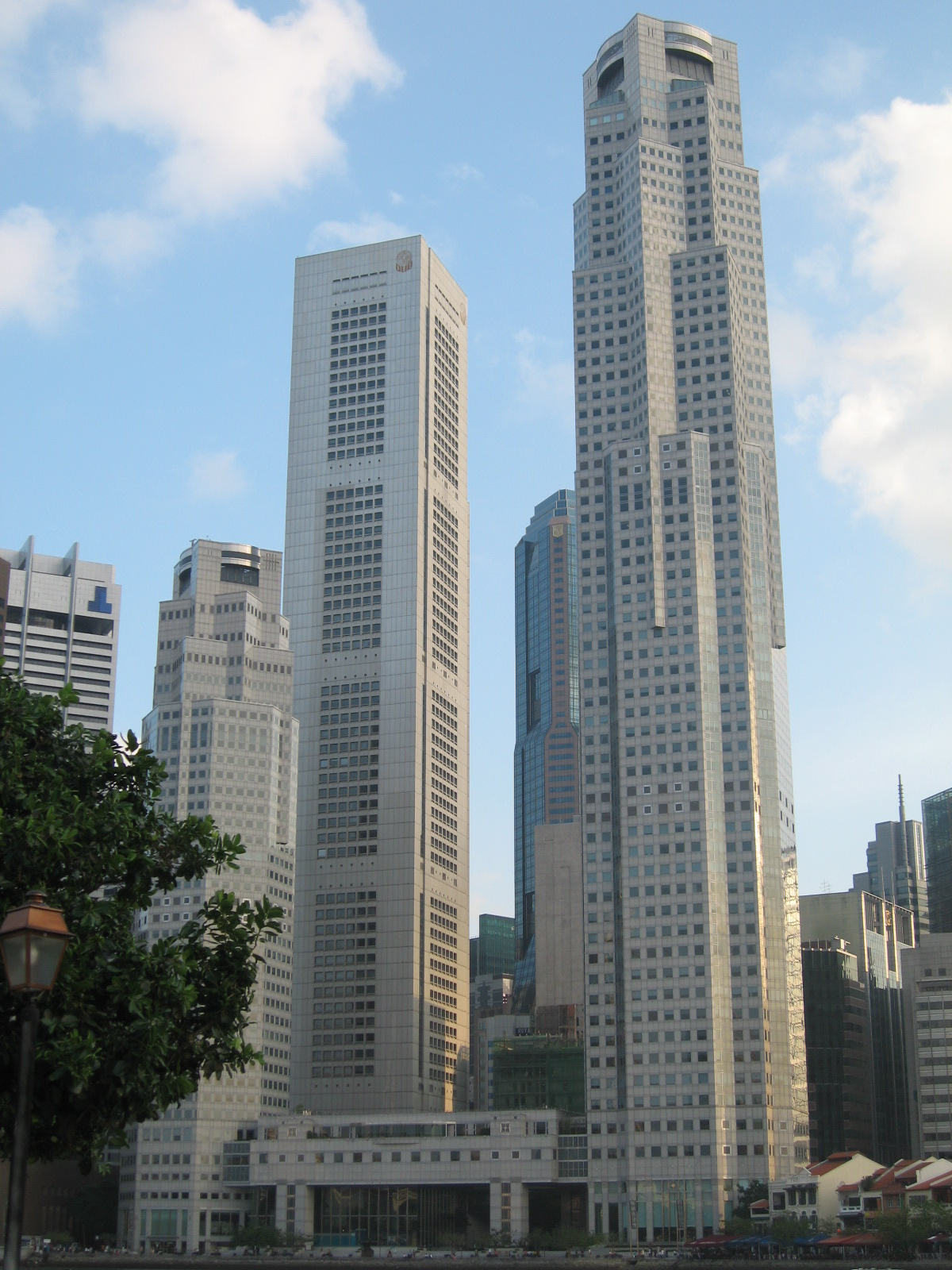
Die Zwillingstürme von UOB Plaza, gelegen an der Südseite des Singapore River.

United Overseas Bank (UOB) ist ein Kreditinstitut mit Sitz in Singapur. Das Unternehmen wurde am 6. August 1935 gegründet. UOB bietet Finanzdienstleistungen verschiedener Art für seine Kunden an. Die Bank ist im Straits Times Index an der Singapore Exchange gelistet.